# Linnea Berthelsen
Linnea Berthelsen (* 13. Juli 1993 in Kopenhagen) ist eine dänische Schauspielerin, die durch die Rolle der Kali "008" Prasad aus der Netflix-Original-Serie Stranger Things Bekanntheit erlangte.

## Leben und Karriere
Linnea Berthelsen wurde in der dänischen Hauptstadt Kopenhagen geboren. 2014 zog sie nach England und studierte an der East 15 Acting School in London. Daneben wurde sie auch in Zeitgenössischem Tanz, Mezzosopran und Ballett ausgebildet.
Ihr Schauspieldebüt vor der Kamera gab Berthelsen 2014 in dem Kurzfilm Teenland. 2015 folgte ein weiterer Auftritt in einem Kurzfilm, so in Natskygge. Ihr Durchbruch gelang ihr im Jahr 2017, nachdem sie zunächst in einer Episode der Mini-Serie The Desert zu sehen war und als Kali / 008 in der zweiten Staffel der Netflix-Original-Serie Stranger Things.
Neben ihrer Muttersprache Dänisch spricht sie auch fließend Englisch.

## Filmografie (Auswahl)
- 2014: Teenland (Kurzfilm)
- 2015: Natskygge (Kurzfilm)
- 2015: Hybrid
- 2017: Stranger Things (Fernsehserie, 3 Episoden)
- 2019: The Desert (Miniserie, Episode 1x01)
- 2020: Devs (Miniserie)